# Peter Bruff
Peter Schuyler Bruff est un ingénieur civil britannique né à Portsmouth le 23 juillet 1812, et mort dans sa résidence d'Handford Lodge à Ipswich le 20 février 1900 .

## Biographie
Peter Bruff a commencé à acquérir une expérience en ingénierie en travaillant avec Joseph Locke, qui a été président de l'Institution of Civil Engineers. Sa connaissance de la construction ferroviaire est utilisée dans les réseaux des comtés de l'est de l'Angleterre où son travail le plus important est la construction d'une ligne ferroviaire entre Colchester et Norwich pour la compagnie Eastern Counties Railway (ECR) crée en 1836 pour relier Londres à Ipswich via Colchester, puis étendue vers Norwich et Yarmouth. La ligne est construite à partir de Shoreditch jusqu'à Romford en 1835, prolongée jusqu'à Brentwood l'année suivante et Colchester en 1843. La compagnie ECR le licencie en 1842 car il passe trop de temps et les dépenses pour l'arrivée à Colchester.

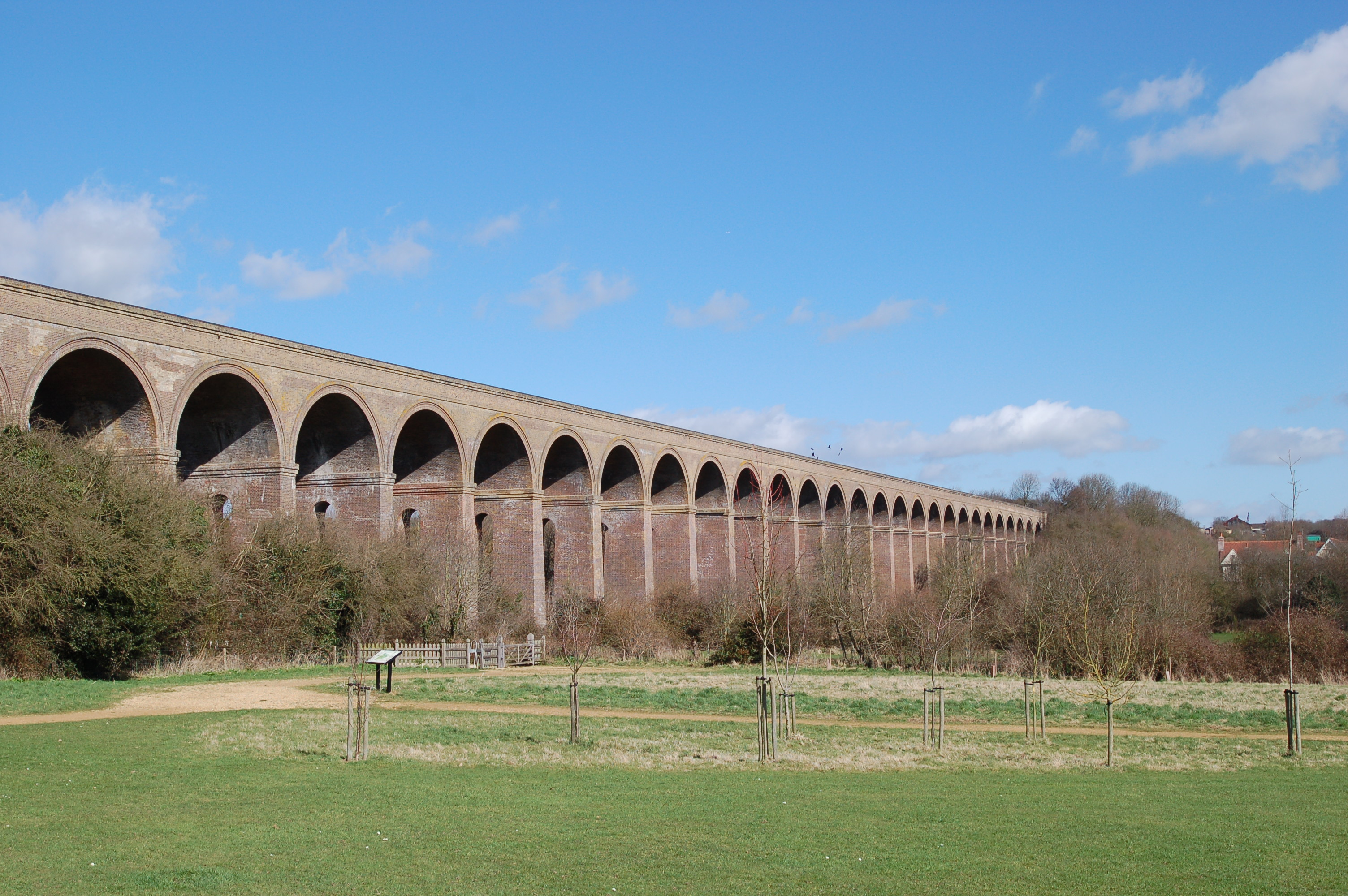
Viaduc de Chappel sur la Colne

Il construit le viaduc de Chappel, Wakes Colne, entre 1847 et 1849, de 325 m de long, pour la Sudbury Branch Line, ou Gainsborough Line, commun avec la ligne Stour Valley Railway, sur la Colne.
Peter Bruff souhaite construire la ligne entre Colchester et Ipswich, mais par suite de diverses difficultés financières, rien ne progresse jusqu'en 1845. La Eastern Counties Railway est réticente pour prolonger la ligne jusqu'à Ipswich. Peter Bruff juge cette ligne importante et décide de réunir des directeurs mécontents de l'ECR et John Chevallier Cobbold (1797–1882) pour former la Eastern Union Railway Company. Cette compagnie fondée par un Acte du parlement du 19 juillet 1844, modifié en 1846. Il a été l'ingénieur et un directeur de l' Eastern Union Company. La ligne ferroviaire de Colchester à Ipswich est ouverte le 11 juillet 1846. Quand l' Eastern Union Railway Company et l'Eastern Counties Railway fusionnent dans les années 1850 il est nommé ingénieur en chef et le reste de jusqu'en 1862. Il dirige la construction de la ligne directe entre Colchester et Ipswich. Joseph Locke est ingénieur conseil. Il construit le tunnel sous Stroke Hill de 330 m de long avant l'arrivée dans la gare d'Ipswich. La construction de la ligne est ensuite poursuivie vers Bury St Edmunds et Norwich.
Pendant cette période les différentes compagnies ferroviaires ont fusionné dans la Great Eastern Company. Les différentes branches et des connexions de ce réseau ont été prévues par Peter Bruff après 1845, parmi lesquelles l'extension vers Woodbridge, avec la branche de Manningtree vers Harwich, de Bentley (Suffolk) vers Hadleigh, de Bury St Edmunds vers Thetford, et de Beccles vers Tiveshall, et la Norwich and Spalding line.
Bien que pour longtemps les difficultés soient croissantes, la Great Eastern Company dépendant du trafic dû à l'agriculture, Peter Bruff souhaitait établir une ligne de bateaux à vapeur vers le continent, et de mettre en place une connexion à Lincoln avec le nord de l'Angleterre et l'ouvrir à un trafic de banlieue important.
En 1855 il a acheté une maison à Walton-on-the-Naze, Burnt House Farm, sur la côte de l'Essex, près de Frinton-on-Sea. Il va développer le village pour en faire une station de vacances sur le bord de mer. Il construit en 1867 la Trending Hundred line qui va de Colchester vers Walton-on-the-Naze avec une branche allant à Clacton-on-Sea.
Peter Bruff a acheté 200 000 m2 dans le centre de la ville de Clacton-on-Sea en 1864. À partir de 1870, la station de vacances est construite sur le bord de mer autour de la jetée de Clacton. La ville s'est développée après la fin de la réalisation de la jetée. Une partie de l'hôpital de Clacton et une avenue portent le nom de Peter Bruff.
Peter Bruff a été élu associé de l'Institution of Civil Engineers le 19 mai 1840 et membre le 8 avril 1856.

## Publication
- Description of the Chappel Viaduct upon the Colchester and Stour Valley extension of the Eastern Counties Raiway, p. 287, Minutes of Proceedings of the ICE, volume IX.